# Pallone d'oro 1988

Marco van Basten, vincitore del Pallone d'oro 1988

L'edizione 1988 del Pallone d'oro, 33ª edizione del premio calcistico istituito dalla rivista francese France Football, fu vinta dall'olandese Marco van Basten (Milan).
I giurati che votarono furono 27, provenienti da Albania, Austria, Belgio, Bulgaria, Cecoslovacchia, Danimarca, Finlandia, Francia, Germania Est, Germania Ovest, Grecia, Inghilterra, Irlanda, Italia, Jugoslavia, Lussemburgo, Paesi Bassi, Polonia, Portogallo, Romania, Scozia, Spagna, Svezia, Svizzera, Turchia, Ungheria e Unione Sovietica.